# Agustín Gaínza
Agustín Gaínza Vicandi, zwany również Piru (ur. 28 maja 1922, zm. 6 stycznia 1995) – hiszpański piłkarz narodowości baskijskiej.
Przez całą karierę zawodniczą związany był z Athletic Bilbao, później pracował w tym klubie jako trener (w latach 1964–1969). Piłkarzem klubu z Bilbao był w latach w 1939-1959. W tym czasie w lidze rozegrał blisko 400 spotkań i zdobył 120 bramek. Dwukrotnie, w 1943 i 1956, zostawał mistrzem Hiszpanii. Sięgał po Copa del Generalísimo (ówczesna nazwa Pucharu Króla, czyli Pucharu Hiszpanii), w 1943, 1944, 1945, 1950, 1955, 1956 i 1958 jako piłkarz, w 1969 jako trener. Przez wiele lat pełnił funkcję kapitana zespołu.
W reprezentacji Hiszpanii debiutował 11 marca 1945 w meczu z Portugalią i do 1955 w barwach tego kraju rozegrał 33 spotkania i strzelił 10 bramek. W niektórych spotkaniach pełnił funkcję kapitana zespołu. Brał udział m.in. w MŚ 50, gdzie Hiszpania zajęła czwarte miejsce.

## Sukcesy
Athletic Bilbao
- mistrzostwo Hiszpanii → 1943, 1956
- Puchar Hiszpanii → 1943, 1944, 1945, 1950, 1955, 1956 i 1958

Hiszpania
- mistrzostwa świata 1950 → 4. miejsce